# Білл Вербенюк
Ві́льям Алекса́ндер (Бі́лл) Вербеню́к (англ. Bill Werbeniuk; 14 січня 1947, Вінніпег — 20 січня 2003, Ванкувер) — канадський професіональний гравець в снукер українського походження. Його дід був емігрантом з України. Білл задавав тон в оборонній грі, коли майже після кожного удару по червоному биток відтягувався в безпечну позицію, щоб, у випадку промаху, не дати зіграти противнику.
У 1982 році, разом з Кірком Стівенсом та Кліффом Торбурном завоював Кубок світу для Канади. Найкращим рейтинговим виступом Вербенюка є фінал Lada Classic проти Стіва Девіса у 1983 році.
Вербенюк був відомий тим, що і під час матчів міг вживати алкоголь. За його словами, шість пінт пива до матчу і по одній після кожного фрейму були нормальним явищем. Пізніше він став вживати ліки, зокрема пропранолол, кажучи при цьому, що воно допомагає йому від стресів, хоча багато хто вважав, що це пов'язано із захворюванням серця через надмірне вживання алкоголю.
Незабутній епізод стався під час телевізійної трансляції матчу чемпіонату світу 1983 року проти Девіда Тейлора: готуючись до удару, Вербенюк спробував розтягнутися поперек столу, проте, через свої габарити мав великі труднощі. Зрештою, його штани з гучним тріском лопнули по швах, що призвело публіку і суперника в невимовний захват. Білл сприйняв це з гумором, запитавши: «Хто це зробив?», натякаючи на утробний звук.
Іншим разом, в матчі з Джо Джонсоном, Вербенюк здійснив «удар століття», коли він збирався бити по далекому червоному, при цьому биток перескочив через кулю і, потрапивши в прицільний, послав того в лузу. Пізніше в цьому ж матчі Білл не забив в кутову лузу коричневу кулю, яка відлетіла від дужки і вдарившись в протилежний борт, закотилась в середню лузу.
Вищим місцем у рейтингу для Вербенюка стало 8-е у 1983. Він чотири рази виходив у чвертьфінал чемпіонату світу, поки пропранолол не став вважатися забороненим препаратом. Свій останній професійний матч Білл зіграв у 1990. Пізніше, до самої смерті, він грав в пул.

## Досягнення
- World Cup (з командою Канади) — 1982
- Canadian Professional Championship — 1973